# Pneumoderma mediterraneum
Pneumoderma mediterraneum är en snäckart som först beskrevs av Van Beneden 1838.  Pneumoderma mediterraneum ingår i släktet Pneumoderma och familjen Pneumodermatidae. Inga underarter finns listade i Catalogue of Life.